# Gargnano
Gargnano is een plaats en gemeente in de Italiaanse provincie Brescia (regio Lombardije) en telt 3051 inwoners (31-12-2009). De oppervlakte bedraagt 78,2 km², de bevolkingsdichtheid is 39 inwoners per km². De plaats ligt op de westelijke oever van het Gardameer.

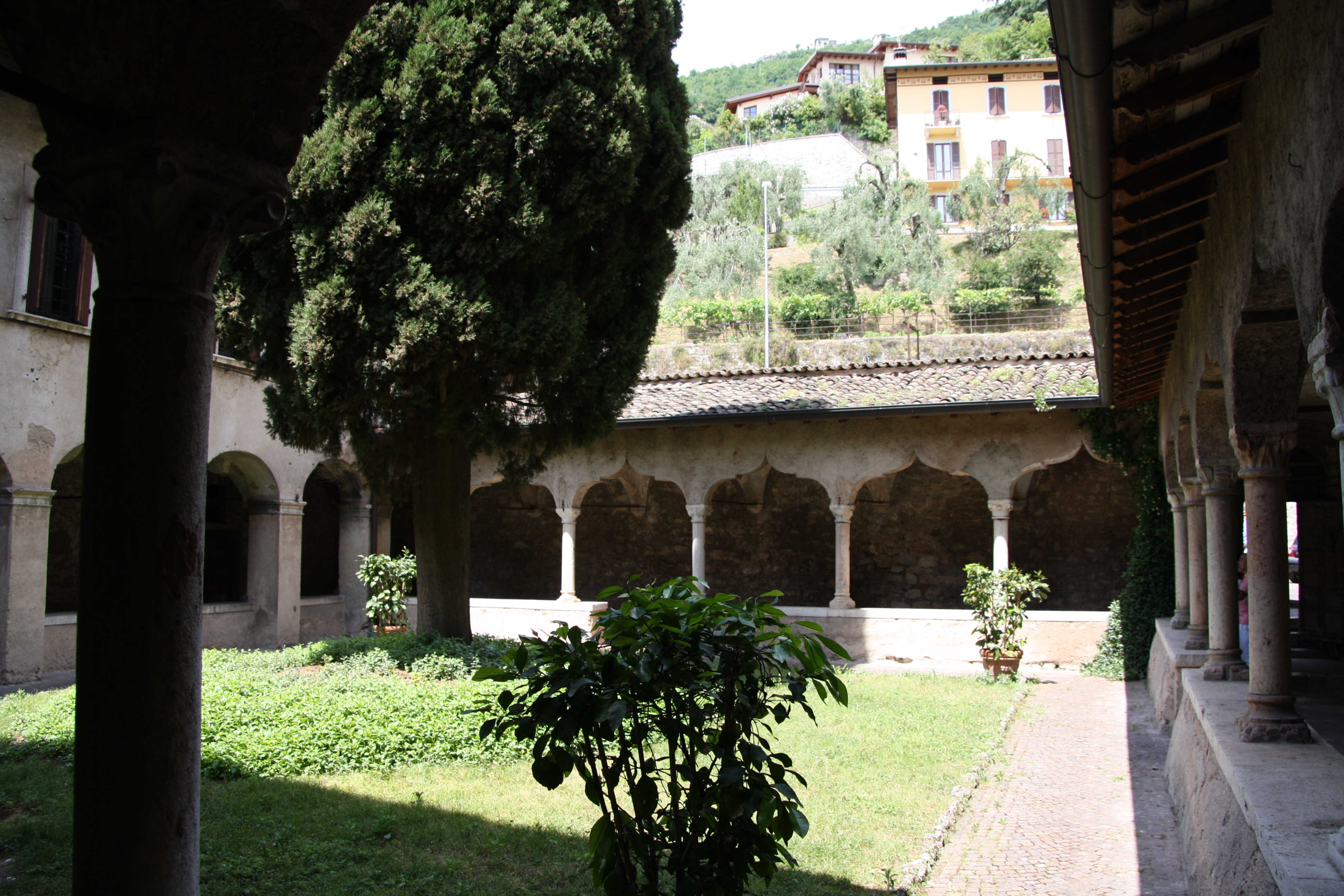
Kruisgang van Gargano
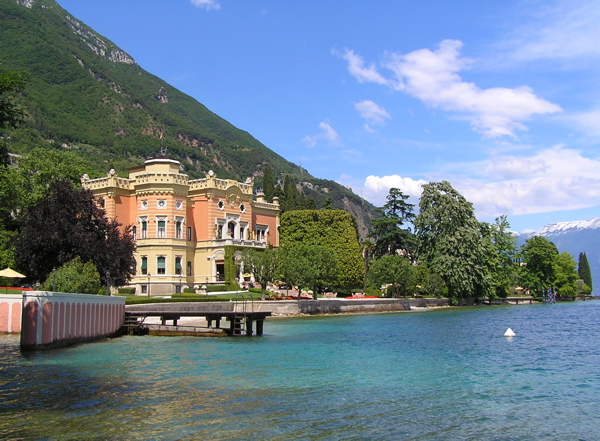
Villa Feltrinelli
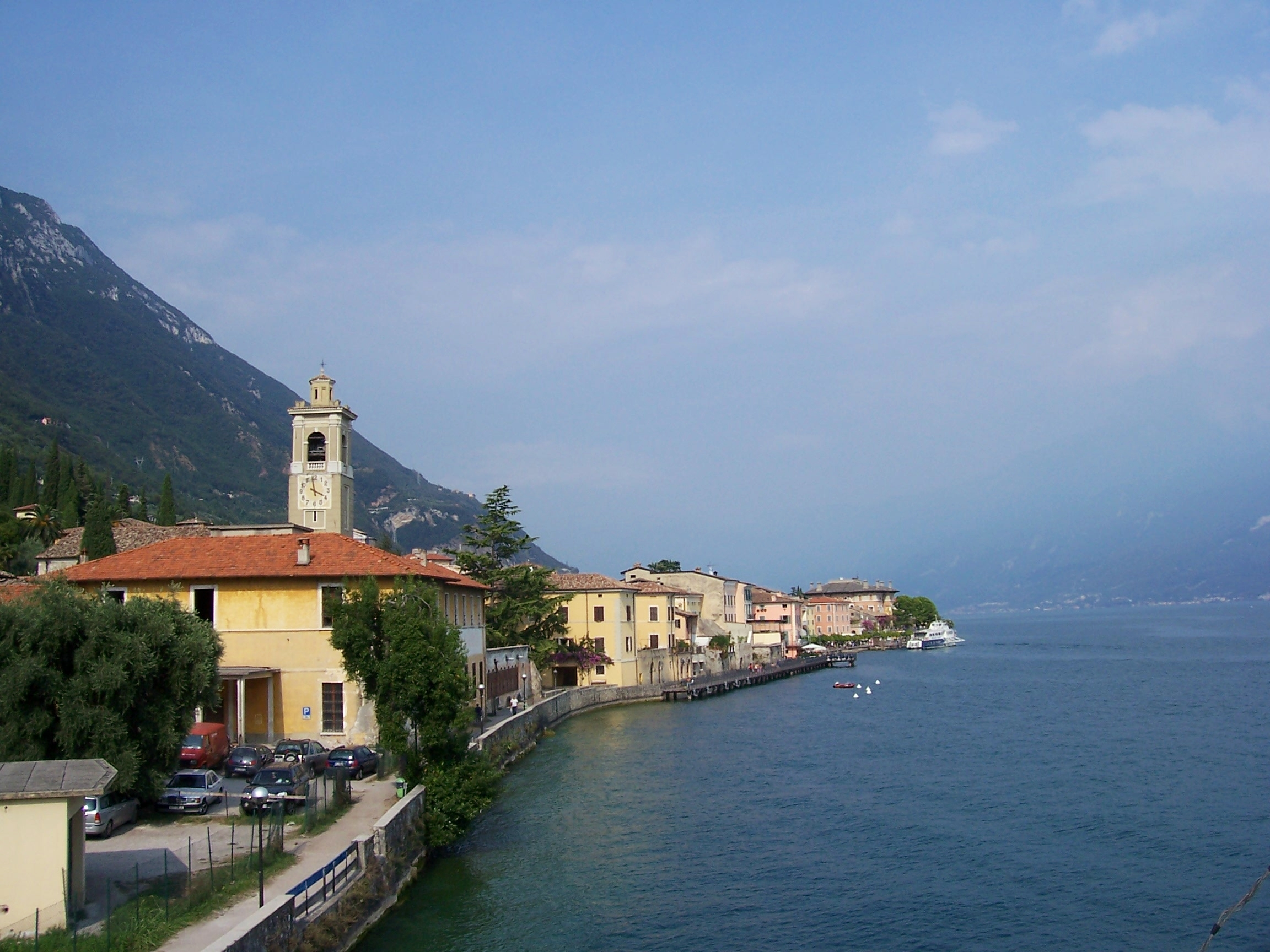
Haven van Gargnano

## Demografie
Gargnano telt ongeveer 1441 huishoudens. Het aantal inwoners daalde in de periode 1991-2001 met 5,5% volgens cijfers uit de tienjaarlijkse volkstellingen van ISTAT.
| Jaar | Inwoneraantal |
| ---- | ------------- |
| 1991 | 3211          |
| 2001 | 3035          |

## Geografie
Gargnano grenst aan de volgende gemeenten: Brenzone (VR), Capovalle, Tignale, Torri del Benaco (VR), Toscolano-Maderno, Valvestino, Vobarno.